# Vincent Le Goff
Vincent Le Goff (Quimper, 15 de outubro de 1989) é um ex-futebolista profissional francês que atuava como defensor.

## Carreira
Vincent Le Goff começou a carreira no Nantes.